# Султанова, Рена Полад кызы
Султанова Рена Полад кызы (азерб. Sultanova Rəna Polad qızı) — азербайджанский учёный, доктор экономических наук, профессор.

## Биография
Султанова Рена родилась 21 декабря 1958 года в городе Нахичевань Нахичеванской АССР. В 1983 году окончила инженерно-экономический факультет Харьковского института инженеров транспорта. В 1985—1988 годах проходила аспирантуру в Институте экономики Академии наук Азербайджанской ССР. В 1988—2005 годах последовательно работала младшим, старшим, ведущим, главным научным сотрудником института.
В 1989 году защитила кандидатскую диссертацию. В 2003 году защитила докторскую диссертацию по теме «Эффективность использования производственного потенциала в машиностроительном комплексе Азербайджанской Республики».
С 2005 года является заведующей сектором "«Региональная экономика и проблемы развития национального предпринимательства» Института экономики НАНА.
Наряду с научной деятельностью Султанова Рена занимается преподавательской работой, является профессором кафедры «Экономика предприятия» Азербайджанского государственного экономического университета.

## Научная деятельность
Занимается исследованием актуальных проблем промышленности Азербайджанской Республики, в том числе машиностроения и его ведущей отрасли электротехнической. Разработала концептуальные основы по определению направлений экономического развития регионов Азербайджанской Республики.
Султанова Рена — автор более 100 научных статей, 9 монографий (4 личных, 5 коллективных).
.

### Некоторые научные работы
- Султанова Р. П. Основные тенденции развития регионов Азербайджана в условиях рынка // Вопросы экономических наук. — 2004. — С. 101–103.
- Султанова Р. П. Обновление средств труда в электротехнической промышленности Азербайджана. — Баку: Элм, 1001.
- Султанова Р. П. Эффективность использования производственного потенциала в машиностроительном комплексе Азербайджана. — Баку: Элм, 1995.
- Султанова Р. П. Машиностроительный комплекс Азербайджана в условиях рыночных отношений. — Баку: Элм, 1998.
- Султанова Р. П. Экономика здравоохранения. — Баку: Табиб, 1998.
- Султанова Р. П. Основные  черты социально-экономического развития Ленькорань-Астаринского экономического района. — Баку: Элм, 1995.
- Султанова Р. П. Основные направления совершенствования отраслевой и территориальной структуры в регионах Азербайджана. — Баку: Элм, 2006.
- Султанова Р. П. Социально-экономическое развитие Нахичеванской Автономной Республики. — Баку: НИСХ, 2007.
- Султанова Р. П. Теоретико-методологические основы исследования  по определению направлений развития промышленности в регионах Азербайджана в условиях глобализации. — Баку: Элм, 2007.
- Султанова Р. П. Анализ и оценка современного состояния развития промышленности в регионах Азербайджанской Республики. — Баку: Элм, 2008.

## Награды
- Почётный диплом Президента Азербайджанской Республики (16 октября 2018 года) — за заслуги в развитии экономической науки в Азербайджане[1].